# Hành Nhân
Hành Nhân là một xã thuộc huyện Nghĩa Hành, tỉnh Quảng Ngãi, Việt Nam.
Xã Hành Nhân có diện tích 18,18 km², dân số năm 1999 là 7946 người, mật độ dân số đạt 437 người/km².